# Bizcochito
〈Bizcochito〉(비스코치토)는 로살리아의 노래이다. 세 번째 정규 앨범 《Motomami》의 수록곡이다. 싱글로 미발매됐음에도, TikTok 등 SNS 숏폼 플랫폼에서 배경 음악으로 널리 사용되면서 전 세계적으로 유명해졌다.

## 인증
| 국가                               | 인증     | 판매량/출하량 |
| ---------------------------------- | -------- | ------------- |
| 멕시코 (AMPROFON)                  | 골드     | 70,000        |
| 스페인 (PROMUSICAE)                | 플래티넘 | 40,000        |
| 판매량+스트리밍을 기반으로 한 인증 |          |               |